# Zeuxidia zambra
Zeuxidia zambra är en fjärilsart som beskrevs av Corbet 1942. Zeuxidia zambra ingår i släktet Zeuxidia och familjen praktfjärilar. Inga underarter finns listade i Catalogue of Life.